# Stefan Cabaj
Stefan Cabaj (ur. 24 lutego 1943) – szwajcarski brydżysta, mistrz międzynarodowy (PZBS), zawodnik Singleton Warszawa.
Stefan Cabaj od wielu lat gra w Polsce. Jego stałym partnerem jest Włodzimierz Ilnicki.

## Wyniki brydżowe

### Zawody światowe
W światowych zawodach zdobył następujące lokaty:
| Mistrzostwa Świata. Konkurencja par | Mistrzostwa Świata. Konkurencja par | Mistrzostwa Świata. Konkurencja par | Mistrzostwa Świata. Konkurencja par | Mistrzostwa Świata. Konkurencja par | Mistrzostwa Świata. Konkurencja par |
| Rok                                 | Miejsce                             | Zawody                              | Kategoria                           | Partner                             | Pozycja                             |
| ----------------------------------- | ----------------------------------- | ----------------------------------- | ----------------------------------- | ----------------------------------- | ----------------------------------- |
| 2006                                | Werona                              | 12 Mistrzostwa Świata               | Open                                | Włodzimierz Ilnicki                 | 260                                 |
| 2006                                | Werona                              | 12 Mistrzostwa Świata               | Seniorzy                            | Włodzimierz Ilnicki                 | 62                                  |

### Zawody europejskie
W europejskich zawodach zdobył następujące lokaty:
| Zawody europejskie. Konkurencja par | Zawody europejskie. Konkurencja par | Zawody europejskie. Konkurencja par | Zawody europejskie. Konkurencja par | Zawody europejskie. Konkurencja par | Zawody europejskie. Konkurencja par |
| Rok                                 | Miejsce                             | Zawody                              | Kategoria                           | Partner                             | Pozycja                             |
| ----------------------------------- | ----------------------------------- | ----------------------------------- | ----------------------------------- | ----------------------------------- | ----------------------------------- |
| 2013                                | Ostenda                             | 6. Otwarte Mistrzostwa Europy       | Seniorzy                            | Włodzimierz Ilnicki                 | 3                                   |